# 프랑코 지아코비니

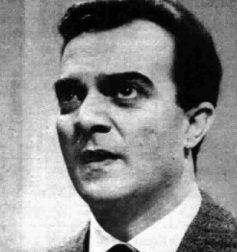

프랑코 지아코비니(Franco Giacobini, 1926년 3월 15일 ~ 2015년 12월 27일)는 이탈리아의 배우, 텔레비전 배우이다.
로마에서 태어났으며 로마에서 사망하였다.

## 영화
- 바이킹 후 비케임 어 비가미스트 (1969년)
- 예스 서 (1968년)
- 표범 황혼에 떠나가다 (1968년)
- 오케이 코네리 (1967년)
- 파시스트 (1961년)
- 지구 중심의 헤라클레스 (1961년)
- 정복자 에릭 (1961년)